# Batiélé
Batiélé est un village du département et la commune rurale de Guéguéré, situé dans la province de l'Ioba et la région du Sud-Ouest au Burkina Faso.

## Géographie

### Démographie
- En 2006, le village comptait 635 habitants recensés, dont 48,5 % de femmes[1].